# Millennium (Robbie Williams)
Millennium is een single uit 1998 van de Britse zanger Robbie Williams.
Het is het derde nummer van het tweede studioalbum I've Been Expecting You. Het gehele nummer wordt gedragen door John Barrys lied You Only Live Twice, de titelsong van Williams lievelings James Bondfilm You Only Live Twice, destijds gezongen door Nancy Sinatra. James Bond speelde dan ook een voorname rol in de bijbehorende videoclip. Niet de spion zelf, maar er werd naar verwezen door bijvoorbeeld de Bond Bug een parodie op de Aston Martin DB5 van James Bond waarin Williams wegrijdt. De opnamen voor de videoclip vonden plaats in de Pinewood Studios, alwaar de meeste Bondfilms zijn opgenomen.

## Tracklist
1. Millennium 4:06
2. Angels (Live) 5:38
3. Love Cheat (Demo Version) 3:46
4. Rome Munich Rome (Demo Version) 3:05

| "Millennium" in de Nederlandse Single Top 100 binnen: 12-09-1998 | "Millennium" in de Nederlandse Single Top 100 binnen: 12-09-1998 | "Millennium" in de Nederlandse Single Top 100 binnen: 12-09-1998 | "Millennium" in de Nederlandse Single Top 100 binnen: 12-09-1998 | "Millennium" in de Nederlandse Single Top 100 binnen: 12-09-1998 | "Millennium" in de Nederlandse Single Top 100 binnen: 12-09-1998 | "Millennium" in de Nederlandse Single Top 100 binnen: 12-09-1998 | "Millennium" in de Nederlandse Single Top 100 binnen: 12-09-1998 | "Millennium" in de Nederlandse Single Top 100 binnen: 12-09-1998 | "Millennium" in de Nederlandse Single Top 100 binnen: 12-09-1998 | "Millennium" in de Nederlandse Single Top 100 binnen: 12-09-1998 | "Millennium" in de Nederlandse Single Top 100 binnen: 12-09-1998 | "Millennium" in de Nederlandse Single Top 100 binnen: 12-09-1998 |
| Week:                                                            | 1                                                                | 2                                                                | 3                                                                | 4                                                                | 5                                                                | 6                                                                | 7                                                                | 8                                                                | 9                                                                | 10                                                               | 11                                                               |                                                                  |
| ---------------------------------------------------------------- | ---------------------------------------------------------------- | ---------------------------------------------------------------- | ---------------------------------------------------------------- | ---------------------------------------------------------------- | ---------------------------------------------------------------- | ---------------------------------------------------------------- | ---------------------------------------------------------------- | ---------------------------------------------------------------- | ---------------------------------------------------------------- | ---------------------------------------------------------------- | ---------------------------------------------------------------- | ---------------------------------------------------------------- |
| Positie:                                                         | 93                                                               | 54                                                               | 44                                                               | 43                                                               | 38                                                               | 40                                                               | 46                                                               | 50                                                               | 55                                                               | 64                                                               | 75                                                               | uit                                                              |

## NPO Radio 2 Top 2000
| Nummer met noteringen in de NPO Radio 2 Top 2000 | '06  | '07  | '08  | '09  | '10  | '11  | '12  | '13  |
| ------------------------------------------------ | ---- | ---- | ---- | ---- | ---- | ---- | ---- | ---- |
| Millennium                                       | 1092 | 1761 | 1920 | 1504 | 1447 | 1584 | 1664 | 1811 |

1. ↑  Een vetgedrukt getal geeft de hoogste notering aan.
2. ↑  2006 was het eerste jaar met een notering voor dit nummer.
3. ↑  Deze tabel is bijgewerkt tot en met de laatste editie (2024).